# Марокко на літніх Олімпійських іграх 1964
Марокко брала участь в Літніх Олімпійських іграх 1964 року в Токіо (Японія) вдруге за свою історію і не завоювала цього разу жодної медалі. Збірну країни представляли 20 спортсменів (усі чоловіки):
- 2 боксерів
- 2 важкоатлетів
- 4 легкоатлетів
- 12 футболістів